# Hádky
Hádky jsou přírodní památka v okrese Plzeň–jih ve správním území obce Milínov, 1,5 kilometru severně od Kornatic. Širší okolí památky spadá do přírodního parku Kornatického potoka. Chráněné území bylo zřízeno výnosem ministerstva kultury a školství v roce 1956.
Důvodem ochrany je stará teplomilná doubrava se vzácnou květenou obklopená monokulturním lesem tvořeným smrky (Picea abies). Z bylin se zde nachází převážně třtina rákosová (Calamagrostis arundinacea) a z květeny pak ohrožené lilie zlatohlavá (Lilium martagon), okrotice dlouholistá (Cephalanthera longifolia), medovník velkokvětý (Melittis melissophyllum), oměj vlčí (Aconitum lycoctonum), vemeník dvoulistý (Platanthera bifolia), lýkovec jedovatý (Daphne mezereum) či orlíček.
V severní části přírodní památky se nachází pohřební mohyly.